# Parydroptera
Parydroptera is een vliegengeslacht uit de familie van de oevervliegen (Ephydridae).

## Soorten
- P. discomyzina Collin, 1913